# Кацуура (Тіба)

35°9′9″ пн. ш. 140°19′16″ сх. д. / 35.15250° пн. ш. 140.32111° сх. д.
Кацуу́ра (яп. 勝浦市, かつうらし, МФА: [kat͡su.uɾa ɕi̥]) — місто в Японії, в префектурі Тіба.

## Короткі відомості
Розташоване в південно-східній частині префектури, на сході півострова Босо, на березі Тихого океану. Виникло на основі декількох сільських поселень та порту раннього нового часу. Основою економіки є сільське господарство, рибальство, туризм. Станом на 1 жовтня 2008 площа міста становила 94,20 км². Станом на 1 січня 2009 населення міста становило 21 000 осіб.

## Міста-побратими
- Нісі-Токьо, Японія
- Натікацуура, Японія
- Кацуура, Японія